# Model d'electrons lliures
En la física de l'estat sòlid, el model d'electrons lliures és un model de mecànica quàntica per al comportament dels portadors de càrrega en un sòlid metàl·lic. Va ser desenvolupat el 1927, principalment per Arnold Sommerfeld, que va combinar el model de Drude clàssic amb l'estadística de Fermi-Dirac mecànica quàntica i, per tant, també es coneix com a model de Drude-Sommerfeld.
Donada la seva senzillesa, té un èxit sorprenent a l'hora d'explicar molts fenòmens experimentals, especialment
- la llei de Wiedemann-Franz que relaciona la conductivitat elèctrica i la conductivitat tèrmica;
- la dependència de la temperatura de la capacitat calorífica dels electrons;
- la forma de la densitat electrònica dels estats;
- el conjunt de valors d'energia vinculant;
- conductivitats elèctriques;
- el coeficient Seebeck de l'efecte termoelèctric;
- emissió tèrmica d'electrons i emissió d'electrons de camp dels metalls a granel.

El model d'electrons lliures va resoldre moltes de les inconsistències relacionades amb el model de Drude i va donar una visió de diverses altres propietats dels metalls. El model d'electrons lliures considera que els metalls estan compostos per un gas d'electrons quàntics on els ions gairebé no tenen cap paper. El model pot ser molt predictiu quan s'aplica a metalls alcalins i nobles.

## Idees i supòsits
En el model d'electrons lliures es tenen en compte quatre supòsits principals:
- Aproximació d'electrons lliures: la interacció entre els ions i els electrons de valència es descuida majoritàriament, excepte en condicions de contorn. Els ions només mantenen la neutralitat de càrrega al metall. A diferència del model Drude, els ions no són necessàriament la font de col·lisions.
- Aproximació electrònica independent: s'ignoren les interaccions entre electrons. Els camps electroestàtics dels metalls són febles a causa de l'efecte de pantalla.
- Aproximació del temps de relaxació: hi ha algun mecanisme de dispersió desconegut de manera que la probabilitat de col·lisió d'electrons és inversament proporcional al temps de relaxació. {\displaystyle \tau }, que representa el temps mitjà entre col·lisions. Les col·lisions no depenen de la configuració electrònica.
- Principi d'exclusió de Pauli: cada estat quàntic del sistema només pot estar ocupat per un sol electró. Aquesta restricció dels estats d'electrons disponibles es té en compte per les estadístiques de Fermi-Dirac (vegeu també el gas de Fermi). Les principals prediccions del model d'electrons lliures es deriven de l'expansió de Sommerfeld de l'ocupació de Fermi-Dirac per a les energies al voltant del nivell de Fermi.

El nom del model prové dels dos primers supòsits, ja que cada electró es pot tractar com a partícula lliure amb una relació quadràtica respectiva entre energia i moment.
La xarxa cristal·lina no es té en compte explícitament en el model d'electrons lliures, però una justificació mecànica quàntica es va donar un any més tard (1928) pel teorema de Bloch : un electró no lligat es mou en un potencial periòdic com un electró lliure en el buit, excepte que la massa d'electrons me es converteix en una massa efectiva m* que pot desviar-se fins i tot de la massa efectiva de forats). Les masses efectives es poden derivar de càlculs d'estructura de bandes que no es van tenir en compte originalment en el model d'electrons lliures.

## Del model Drude
Moltes propietats físiques segueixen directament del model de Drude, ja que algunes equacions no depenen de la distribució estadística de les partícules. Prenent la distribució de velocitat clàssica d'un gas ideal o la distribució de velocitat d'un gas de Fermi només canvia els resultats relacionats amb la velocitat dels electrons.
Principalment, el model d'electrons lliures i el model de Drude prediuen la mateixa conductivitat elèctrica de CC σ per a la llei d'Ohm, és a dir
{\displaystyle \mathbf {J} =\sigma \mathbf {E} \quad } amb {\displaystyle \quad \sigma ={\frac {ne^{2}\tau }{m_{e}}},}
on {\displaystyle \mathbf {J} } és la densitat de corrent, {\displaystyle \mathbf {E} } és el camp elèctric extern, {\displaystyle n} és la densitat electrònica (nombre d'electrons/volum), {\displaystyle \tau } és el temps lliure mitjà i {\displaystyle e} és la càrrega elèctrica de l'electró.
Altres quantitats que romanen iguals sota el model d'electrons lliures que sota el de Drude són la susceptibilitat de CA, la freqüència del plasma, la magnetoresistència i el coeficient Hall relacionat amb l'efecte Hall.

## Propietats d'un gas d'electrons

En tres dimensions, la densitat d'estats d'un gas de fermions és proporcional a l'arrel quadrada de l'energia cinètica de les partícules.

Moltes propietats del model d'electrons lliures segueixen directament d'equacions relacionades amb el gas de Fermi, ja que l'aproximació d'electrons independent condueix a un conjunt d'electrons que no interaccionen. Per a un gas d'electrons tridimensional podem definir l'energia de Fermi com
{\displaystyle E_{\rm {F}}={\frac {\hbar ^{2}}{2m_{e}}}\left(3\pi ^{2}n\right)^{\frac {2}{3}},}
on {\displaystyle \hbar } és la constant de Planck reduïda. L'energia de Fermi defineix l'energia de l'electró d'energia més alta a temperatura zero. Per als metalls, l'energia de Fermi és de l'ordre d'unitats d'electronvolts per sobre de l'energia mínima de la banda d'electrons lliures.